# Barnstaple Castle
Barnstaple Castle war eine Burganlage in Barnstaple in der Grafschaft Devon, Großbritannien. Im Mittelalter war sie eine der wichtigsten Wehranlagen in Nord-Devon.
Von der Anlage sind heute nur noch der Burghügel (Motte) mit Resten des Grabens erhalten. Sie ist ganzjährig zugänglich.

## Geschichte
Im 11. Jahrhundert ließ Geoffroy de Montbray, Bischof von Coutances und enger Vertrauter Wilhelms des Eroberers, eine hölzerne Burg erbauen. Dafür mussten über 20 sächsische Häuser weichen. Später lebte Judhael de Totnes zeitweise auf der Burg und gründete ein Kloster außerhalb der Burgmauern.
Der steinerne Wehrturm wurde im 12. Jahrhundert von Henry de Tracey, einem treuen Gefolgsmann von König Stephan während des englischen Bürgerkriegs, erbaut und war rund 60 Fuß (18 Meter) hoch und etwa 40 Fuß (12 Meter) im Durchmesser. 
1228 wurde Barnstaple Castle auf Anweisung König Heinrichs III. teilweise zerstört. Der Sheriff von Devon ließ die Burgmauer bis auf 10 Fuß (3 Meter) abtragen, da der König besorgt über die zunehmende Macht seiner Edelleute war.
Ende des 14. Jahrhunderts war die Anlage nur noch eine Ruine, die Bevölkerung hatte angefangen, die Steine und das Bleidach abzutragen. Bei einem Sturm 1601 stürzte auch die letzte Mauer um. Kurz darauf waren schließlich auch die letzten Steine verschwunden.